# Junkers Ju 287
Lo Junkers Ju 287 fu un laboratorio volante costruito per sviluppare la tecnologia necessaria per la realizzazione di un bombardiere pesante plurimotore a reazione a lungo raggio. Realizzato dalla Junkers GmbH per dotare la Luftwaffe di nuovi e potenti bombardieri, era caratterizzato da una rivoluzionaria configurazione alare a freccia negativa, il primo velivolo della storia ad utilizzare questa soluzione. Fu realizzato con gran parte di componenti provenienti da altri velivoli. Il prototipo volante, lo Ju 287 V1, ed il secondo prototipo non ultimato V2, vennero requisiti dall'armata rossa durante le fasi finali della seconda guerra mondiale quindi ulteriormente sviluppati in Unione Sovietica dopo la fine del conflitto.

## Storia del progetto
Il progetto si deve all'ingegner Hans Wocke, responsabile dell'ufficio studi della Junkers a Dessau. Gli sviluppi della seconda guerra mondiale vedevano la necessità da parte della Luftwaffe di dotarsi di nuovi bombardieri strategici che potessero raggiungere lunghe distanze con un elevato carico di bombe. Tenendo conto delle caratteristiche di velocità e quota operativa dei nuovi caccia alleati, all'inizio del 1943 Wocke iniziò a disegnare un nuovo velivolo che potesse sfruttare la tecnologia dei motori turbogetto i quali avevano ormai raggiunto un grado di affidabilità tale da poter essere impiegati praticamente.
Per la struttura venne effettuata un'attenta ricerca esplorando la possibilità di nuove soluzioni rimaste fino ad allora alla fase concettuale. Fu grazie a questa ricerca che venne presa in considerazione la formula con le ali aventi angolazione negativa. Il Deutsche Versuchsanstalt für Luftfahrt (DVL) ed altri istituti di ricerca avevano già svolto ricerche in tal senso, giungendo ad alcune conclusioni precise: gli effetti positivi di tale configurazione alare risultavano evidenti ad alte velocità, mentre alle basse rimanevano significativi problemi di instabilità. L'ing. Wocke progettò pertanto un'ala con una freccia negativa di 23°, stimando di supplire agli inconvenienti registrati con un approfondito disegno dell'ala stessa attraverso rapporti di corda e profili studiati per ottimizzarne l'aerodinamica. A conclusione della progettazione, si passò a studiare gli effetti in galleria del vento con un modello in scala, fino ad ottenere l'approvazione da parte del RLM che designò il progetto come Ju 287. Al fine di chiarire definitivamente le problematiche, si decise di costruire un prototipo da utilizzare come laboratorio volante.

### Ju 287 V1
Già nel marzo del 1943 il Reichsluftfahrtministerium sollecitò la Junkers ad accelerare i tempi di realizzazione del velivolo ricorrendo a tutto quanto potesse già essere disponibile. Questo portò a realizzare un collage di elementi appartenenti ad altri velivoli. Si utilizzò la fusoliera di uno Heinkel He 177 A-3 a cui venne unito l'impennaggio di coda di uno Junkers Ju 188 G-2, i carrelli principali di uno Ju 352 ed il carrello anteriore che sembra sia direttamente derivato dagli studi compiuti su quello di un Consolidated B-24 Liberator della United States Army Air Forces costretto ad un atterraggio forzato in territorio tedesco e catturato dalle forze naziste. (Secondo altre fonti il carrello era proprio quello del B-24). Per la propulsione si affidarono a quattro turbogetti Junkers Jumo 004 da 900 kg di spinta, gli stessi utilizzati dalle prime versioni dei nuovi caccia Messerschmitt Me 262. Al modello finito, pur essendo più un laboratorio volante che un vero e proprio prototipo, fu assegnata la denominazione ufficiale di Ju 287 V1 ed immatricolato RS+RA. Essendosi resi conto che la pista privata della Junkers a Dessau era troppo corta per riuscire a farlo decollare, si decise di trasferire il velivolo all'aerodromo di Brandis-Waldpolenz, vicino a Lipsia, dove si staccò da terra per la prima volta l'8 agosto 1944, ai comandi del Cap. Siegfried Holzbauer. Per facilitarne il decollo vennero utilizzati 4 razzi Walter 501 da 1 200 kg di spinta appesi sotto i motori e sganciati subito dopo. Nella fase di atterraggio veniva utilizzato un parafreno, ovvero un grosso paracadute come freno addizionale aerodinamico. Questo modello effettuò in tutto 17 voli con ottimi risultati consentendo di raccogliere importanti dati da utilizzare nei futuri progetti. La velocità massima raggiunta fu di 560 km/h a 6 000 m di quota, i quali diventavano 650 km/h in picchiata, con una tangenza di 10.800 m ed un raggio di azione di 1 500 km. I problemi relativi alle basse velocità però rimanevano, anche se esse vennero attribuite soprattutto alla limitata potenza offerta dai motori e ai limiti aerodinamici imposti dai grandi carrelli fissi pur se ampiamente carenati. Al fine di risolvere anche questi problemi si intraprese la costruzione di un successivo e più evoluto modello.

### Ju 287 V2
Pur essendo concepito anche questo come laboratorio volante, al fine soprattutto di sviluppare le conoscenze alle alte velocità, presentava variazioni significative rispetto al modello precedente. La fusoliera era un progetto completamente nuovo ed era simile a quella dello Junkers Ju 288. Per ovviare all'insufficiente potenza del V1 la motorizzazione veniva incrementata a 6 motori BMW 003 A-1 da 800 kg spinta, assemblati in 2 gruppi da 3 e posizionati sotto le ali. Nell'estate del 1944, mentre il V1 veniva trasferito al centro sperimentale di Rechlin, venne iniziata la costruzione del V2, ma già il 3 luglio il Reichsluftfahrtministerium impose alla Junkers di dedicare tutte le risorse allo studio e progettazione di un nuovo caccia di emergenza. L'intero progetto venne perciò congelato e ripreso solamente all'inizio del 1945. Nello stabilimento di Dessau si riprese il montaggio del V2 e si iniziò la realizzazione del V3, che avrebbe dovuto risultare finalmente il prototipo della pre-serie "A-0" capostipite di tutta la successiva serie "A-1". Questa ultima versione sarebbe affidata ad un equipaggio di tre persone e caratterizzata da una cabina di pilotaggio pressurizzata, un armamento difensivo affidato a due mitragliatrici MG 131 da 13 mm installate in una torretta caudale telecomandata dalla cabina. La velocità massima stimata avrebbe dovuto essere di oltre 860 km/h a 5 000 m, la velocità di crociera di 790 km/h a 7 000 m, la tangenza massima di 12 000 m, il raggio d'azione a pieno carico di 1 600 km ed il carico bellico di 4 000 kg di bombe.
La realizzazione del V2 era oramai a buon punto ma la controffensiva sovietica ne impedì la completa realizzazione. L'esercito sovietico giunto allo stabilimento di Dessau catturò l'ing. Wocke, l'intera squadra di collaboratori ed i collaudatori, quindi requisì tutto il materiale realizzato trasferendo il modello incompleto in territorio russo. Anche il V1, pur se danneggiato gravemente per un bombardamento alleato, venne requisito e trasferito assieme al resto del materiale. Inizialmente tutto il complesso venne appoggiato a Poderezhye e successivamente trasferito a Nicolovdskoye, dove il V2 venne completato e portato in volo il 23 maggio 1947 dal Com. Dulgen. Del programma svolto dai russi non si hanno notizie certe, salvo che ebbe termine nel 1948 quando ci si rese conto che erano già presenti progetti tecnicamente molto più avanzati, e che se ne utilizzò l'esperienza per realizzare l'OKB 1 EF 140 anche questo abbandonato al secondo prototipo all'inizio degli anni cinquanta.

## Versioni
Ju 287 V1
primo prototipo realizzato
Ju 287 V2
secondo prototipo